# Gare d’Elne
Gare d’Elne vasútállomás Franciaországban, Elne településen.

## Vasútvonalak
Az állomást az alábbi vasútvonalak érintik:
- Narbonne–Portbou-vasútvonal

## Kapcsolódó állomások
A vasútállomáshoz az alábbi állomások vannak a legközelebb:
- Gare de Perpignan
- Gare d’Argelès-sur-Mer